# Camilo Torres Tenorio
Camilo Torres Tenorio (Nova Granada, 22 de novembro de 1766 — Bogotá, 5 de outubro de 1816) foi um advogado, acadêmico, político, patriota e mártir colombiano, que liderou o movimento de independência, primeiro em Nova Granada. Por sua formidável habilidade oratória, entrou para a história como A Palavra da Revolução.

## Biografia
Nascido em Popayán em 22 de novembro de 1766, o casamento do espanhol Jerônimo de Torres e Maria Teresa Tenorio Popayan Arboleda. Estudou no Seminário de seu latim nativa, grego, retórica, matemática, filosofia e teologia, estudos que complementou em Bogotá no tradicional Colegio Mayor de Nuestra Señora del Rosario, agora Universidade de Rosário, onde recebeu os graus de bacharel em Filosofia e era bacharel, mestre e doutor em Teologia e Cânones. Foi o mais eminentes juristas do país em seu tempo.

### A revolução de independência
Foi como líder dos federalistas, que foram caracterizadas por reconhecer inicialmente a regência de Fernando VII, por sua solidariedade de classe foram considerados não-peninsular espanhol, e para criar a Federação das Províncias Unidas, ignorando assim o último monarca espanhol. Na cabeça do antagonista centralista durante a chamada Patria Boba, começou de Administração de Santa Fé, mas depois de Antonio Nariño Santafereño obter apoio do povo para ser seu presidente, os federalistas foi inicialmente retirada de Villa de Leyva agosto 1811 e depois para Tunja.

### Obra escrita

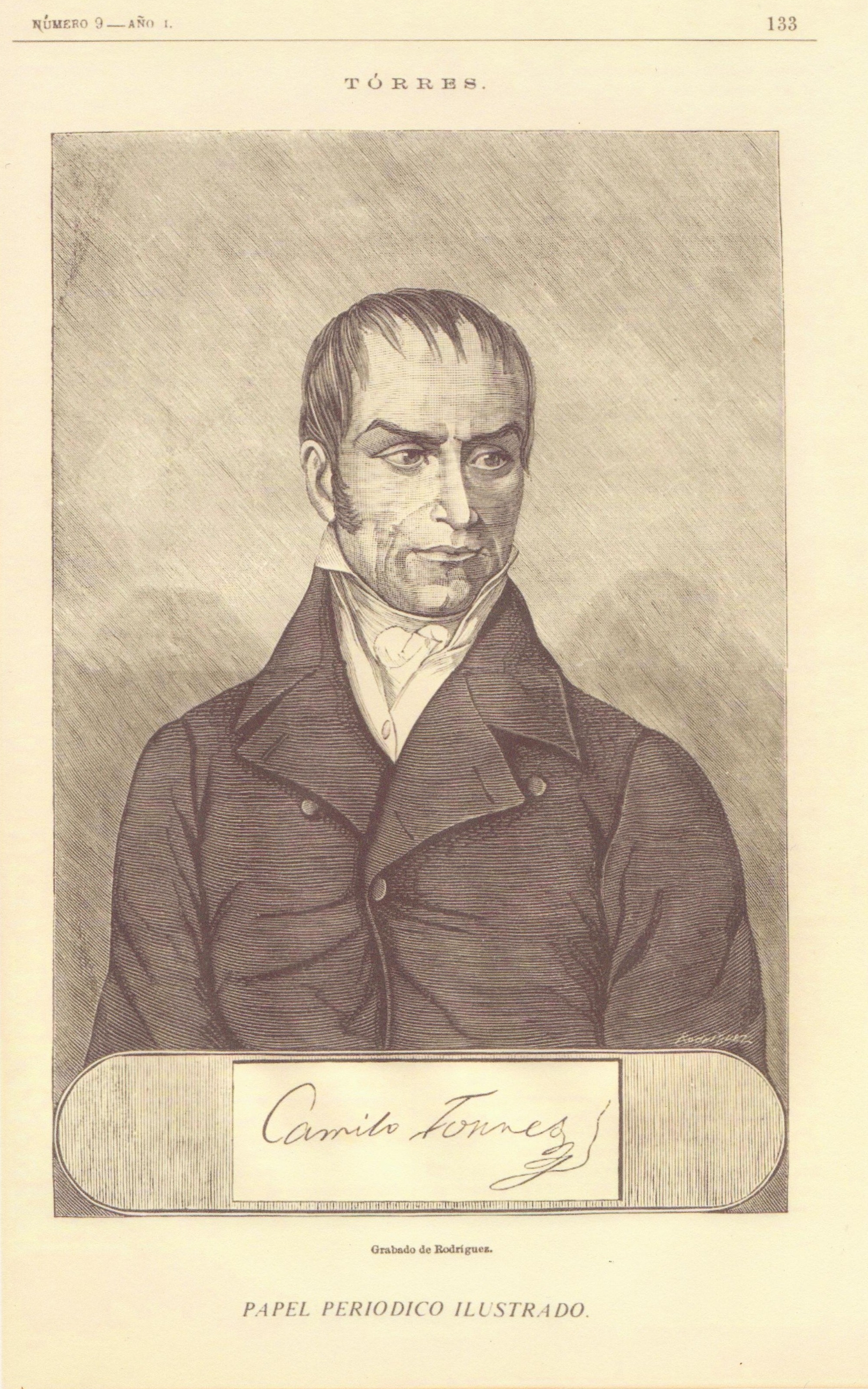

Em 1809 ele foi imortalizado com sua lista de queixas, uma crítica ao governo espanhol e pela rejeição do espanhol para os crioulos, mestiços, índios e negros.

### Casamento
Durante uma das reuniões de famosos que foram realizadas regularmente na casa de Dona Manuela Santamaría de Manrique, em Bogotá, Torres conheceu Maria Francisca Prieto e Ricaurte, primo da anfitriã, e ela foi imediatamente ferido. Ela era filha de Joaquin Prieto e Rosita Dávila Ricaurte Torrijos. Eles se casaram em Bogotá em 1802 e passou sua lua de mel em Fusagasugá. Depois que se instalaram em uma casa grande em frente ao Observatório Astronómico de Bogotá, onde nasceram seis filhos do casal.

### Presidente da Colômbia
Em 15 de novembro de 1814, foi eleito presidente das Províncias Unidas de Nova Granada. Em 12 de março de 1816, após a derrota parcial de tropas Custodio García Rovira em Cachiri e Socorro final, demitiu o governo, juntamente com o governador de Cundinamarca, José María García Hevia. Em seu lugar foi eleito ditador José Fernández Madrid.

### O destino da família Torres
Família Torres sofreu assédio ainda que resultou em um novo confisco dos seus bens, na época ainda substancial. Não há relatório que a Sra. Torres deu um dedal de ouro que ele tinha. Em uma reviravolta do destino trágico, a viúva e os filhos do advogado mais proeminente de Nova Granada passado de opulência a viver da caridade pública a que Anos mais tarde, o Libertador Simón Bolívar decidiu alterar esta situação angustiante. Bolivar professavam grande respeito por Torres e eu senti uma dívida de gratidão para com ele o apoio que recebeu deles anos atrás. É comemorado a seguinte carta de Liberator.
"Caro Sr. Vice Presidente encarregado do poder executivo.
Presente .-
Excelentíssimo Senhor,
A viúva de os cidadãos mais respeitáveis da ex-República da Nova Granada é reduzida a uma miséria terrível, enquanto eu gosto de salário de trinta mil dólares. Então, eu vim em ceder pública Francisca Prieto, pesos anuais que eu pertenço. Assim, por favor, Vossa Excelência de ordenar o subsídio é pago, descontándoseme mim. Deus guarde a Vossa Excelência há muitos anos.
Bolivar
Sede Bogotá,6 de Novembro de 1821.